# Fortnite Battle Royale
Fortnite este un joc video online dezvoltat de Epic Games și lansat în 2017. Este disponibil în trei moduri de joc distincte, dar împărtășește același motor de joc și mecanică generală: Fortnite: Save the World, Fortnite Battle Royale și Fortnite Creative.

## Moduri de Joc

### Fortnite: Save the World
Fortnite: Save the World este un joc de tip cooperativ și survival în care până la patru jucători luptă împotriva unor creaturi asemănătoare zombilor, cunoscute sub numele de „husks”, și apără obiecte cu capcane și fortificații pe care le pot construi. Modul de joc este stabilit într-o lume deschisă, unde jucătorii colectează resurse, construiesc structuri și luptă împotriva valurilor de inamici pentru a apăra obiectivele.

### Fortnite Battle Royale
Fortnite Battle Royale este un mod de joc de tip battle royale în care până la 100 de jucători concurează într-o arenă pentru a fi ultimul supraviețuitor. Jocul se desfășoară într-o hartă vastă care se micșorează treptat, forțând jucătorii să se întâlnească și să lupte. Jucătorii colectează arme, resurse și echipamente pe parcursul jocului. Acest mod de joc este gratuit și a devenit extrem de popular la nivel mondial, având un impact cultural semnificativ.

### Fortnite Creative
Fortnite Creative le permite jucătorilor să construiască liber pe o insulă proprie. Jucătorii pot crea arene de luptă, curse, aventuri și multe alte tipuri de jocuri utilizând instrumentele de construcție și scriptare oferite de joc. Acest mod de joc încurajează creativitatea și inovația, oferindu-le jucătorilor posibilitatea de a-și împărtăși creațiile cu alți jucători.

## Dezvoltare și Lansare
Fortnite a fost dezvoltat de Epic Games, un studio cunoscut pentru motorul său de joc Unreal Engine și pentru jocuri populare precum Gears of War. Save the World a fost lansat în acces anticipat în iulie 2017, iar Fortnite Battle Royale a fost lansat în septembrie 2017 ca un mod de joc separat. Creative a fost adăugat în decembrie 2018.
Jocul a fost inițial lansat pentru Windows, macOS, PlayStation 4 și Xbox One, iar mai târziu a devenit disponibil și pentru Nintendo Switch, iOS și Android. În 2020, Fortnite a fost lansat și pe PlayStation 5 și Xbox Series X/S, cu îmbunătățiri grafice și de performanță pentru noile console.

## Popularitate și Impact Cultural
Fortnite Battle Royale a devenit un fenomen global, atrăgând zeci de milioane de jucători și devenind un subiect de discuție în media. Jocul a fost lăudat pentru grafică, jocul intens și inovațiile sale în genul battle royale. A generat o comunitate mare de jucători și creatori de conținut, inclusiv streameri populari și evenimente live în joc.
Epic Games a organizat turnee și competiții de esports pentru Fortnite, inclusiv Cupa Mondială Fortnite, cu premii de milioane de dolari. Jocul a colaborat cu numeroase francize populare, adăugând personaje și obiecte din filme, seriale TV, benzi desenate și alte jocuri video.

## Economie și Moneda Jocului
Fortnite utilizează o monedă virtuală numită V-Bucks, care poate fi achiziționată cu bani reali și utilizată pentru a cumpăra cosmetice, emote-uri și battle pass-uri. Battle Pass-ul este un sistem de recompense care oferă jucătorilor obiecte exclusive și provocări suplimentare pentru a progresa în joc.

## Controverse și Dispute Legale
Fortnite a fost implicat în mai multe controverse și dispute legale, inclusiv acuzații de plagiat și probleme legate de dependența de jocuri. În 2020, Epic Games a intrat într-o dispută majoră cu Apple și Google după ce a implementat un sistem de plată directă pentru V-Bucks, ocolind comisioanele magazinelor de aplicații. Acest lucru a dus la eliminarea Fortnite de pe App Store și Google Play, și la o serie de procese legale care au atras atenția publicului asupra practicilor comerciale ale magazinelor de aplicații.

## Actualizări și Evenimente în Joc
Epic Games actualizează regulat Fortnite cu conținut nou, inclusiv arme, moduri de joc, evenimente sezoniere și colaborări speciale. Aceste actualizări mențin jocul proaspăt și captivant pentru jucători. Evenimentele live din joc, cum ar fi concerte virtuale și evenimente narative, au fost bine primite și au adus un nivel suplimentar de imersiune și divertisment.

## Moștenire
Fortnite a devenit mai mult decât un simplu joc video; este un fenomen cultural care a influențat industria jocurilor și cultura pop. Cu o bază de jucători diversă și dedicată, actualizări continue și un impact semnificativ asupra comunității globale de jucători, Fortnite rămâne unul dintre cele mai influente și populare jocuri video din lume.